# Vicia lanceolata
Vicia lanceolata là một loài thực vật có hoa trong họ Đậu. Loài này được Phil. miêu tả khoa học đầu tiên năm 1864.